# Малютин, Михаил Николаевич
Михаил Николаевич Малютин — советский хозяйственный, государственный и политический деятель.

## Биография
Родился в 1909 году в деревне Становая. Член КПСС.
Окончил ВПШ при ЦК ВПСС.
В 1928—1974 — заведующий отделом юных пионеров райком ВЛКСМ, заведкющий отделом пропаганды и теоретической учёбы райкома комсомола, красноармеец-одногодичник 76-го стрелкового полка 26-й дивизии, инструктор политотдела Градковского укрепленного района, заместитель директора МТС по политчасти, 2-й секретарь Новгородского райкома партии, 1-й секретарь Новгородского горкома КПСС, заведующий отделом лесной и бумажной промышленности Ленинградского обкома КПСС, начальник политотдела Северо-Западного пароходства, ответственный контролер комиссии партийного контроля при ЦК ВКП(б), уполномоченный КПК при ЦК ВКП(б) по Чкаловской области, уполномоченный КПК при ЦК ВКП(б) по Саратовской области, секретарь парткома, директор Каунасского радиозавода, заместитель заведующего отделом парторганов, заведующий отделом совхозов Новгородского обкома КПСС, 1-й секретарь Новгородского горкома КПСС, председатель Новгородского областного Совета профсоюзов.
Делегат XXI, XXII и XXIII съездов КПСС.
Жил в Великом Новгороде.

## Награды
- Орден Трудового Красного Знамени
- Орден Красной Звезды
- Орден Знак Почёта (дважды)